# Gabriel Saadé
Pour les articles homonymes, voir Saadé.
Gabriel Saadé (Lattaquié, 29 novembre 1922 - 15 mai 1997), né dans une famille grecque-orthodoxe d'industriels et propriétaires terriens, est un intellectuel et archéologue syrien. 

## Milieu familial
La famille Saadé lointainement originaire du Liban, s'est installée au XVIIIe siècle dans la ville côtière de Lattaquié, lieu de naissance de Gabriel Saadé. Cette famille de marchands, d'industriels et de grands propriétaires terriens syriens s'est illustrée avec Elias Saadé et Gabriel Saadé (1854-1939) ainsi qu'avec les fils de ce dernier Rodolphe Saadé (1900-1956), Wadih Saadé et Edouard Saadé. Leur cousine germaine Angèle Ibrahim épousa le frère du premier ministre syrien d'alors, Farès al-Khoury (1873-1962). Ce dernier est le grand-père de la romancière et poètesse syrienne Colette Khoury. Comme d'autres membres de sa famille, G. Saadé reçoit une formation solide en langue française ; il fait ses études secondaires au collège des Frères à Lattaquié, et ses études supérieures au Liban, à l'université Saint-Joseph et à l'École française de droit de Beyrouth.
Il est l'oncle de l'archéologue libanaise Leila Badre.

## Carrière
Il est surtout connu dans le domaine de l'archéologie comme un spécialiste d'Ougarit ; par ses études importantes il est possible de citer :
- Ougarit, métropole cananéenne, Beyrouth, 1979
- Ougarit et son royaume des origines à sa destruction[3],[4] ; ce dernier ouvrage ayant été publié à titre posthume par sa nièce Leila Badre, en 2011.
- Ras Shamra, ruines d'Ougarit, Beyrouth, 1955
- Histoire de Lattaquié, Damas, 1964

G. Saadé a écrit sur divers sujets historiques, archéologiques,,,, et culturels.
Il est doyen du Collège orthodoxe national de Lattaquié entre 1947 et 1956, et vice-consul de Grèce de 1956 à 1986.
Il a été nommé chevalier de la Légion d'honneur le 18 juillet 1989.